# Tristan Scherwey
Tristan Scherwey (* 7. Mai 1991 in Wünnewil-Flamatt) ist ein Schweizer Eishockeyspieler, der seit 2007 beim SC Bern aus der Schweizer National League unter Vertrag steht und dort auf der Position des Flügelstürmers spielt. Mit den Bernern gewann Scherwey insgesamt fünfmal die Schweizer Meisterschaft.

## Karriere
Der auf der Position des Flügelstürmers agierende Tristan Scherwey spielte in seiner Jugend für Fribourg-Gottéron, ehe er noch im Sommer 2007 als Juniorenspieler zum SC Bern wechselte. Sein Profidebüt gab er in der Saison 2008/09 für den Young-Sprinters HC in der National League B. Im Verlauf der Saison 2009/10 absolvierte der links schiessende Angreifer seine ersten Einsätze für den SC Bern in der National League A (NLA). In derselben Spielzeit gewann Scherwey mit den Stadtbernern die Schweizer Meisterschaft. Im Sommer 2012 verlängerte er seinen Kontrakt beim SC Bern bis zum Saisonende 2014/15. Im April 2013 gewann Scherwey seine zweite und im April 2016 seine dritte Meisterschaft mit dem SCB.
Im Februar 2019 wurde sein bis 2020 laufender Vertrag vorzeitig um sieben Jahre bis 2027 verlängert. In der Folge feierte der Offensivspieler im Frühjahr 2019 einen weiteren Meistertitel mit dem SCB.

### International
Für die Schweiz nahm Scherwey an der U18-Junioren-Weltmeisterschaft 2009 sowie den U20-Junioren-Weltmeisterschaften der Jahre 2010 und 2011 teil.
Für die Seniorenauswahl wurde er im Februar 2013 erstmals ins Kader nominiert. Seine ersten großen internationalen Turniere bestritt er allerdings erst fünf Jahre später mit den Olympischen Winterspielen 2018 und der Weltmeisterschaft 2018. Dort feierte er mit dem Gewinn der Silbermedaille einen der grössten Erfolge des Schweizer Eishockeys. Nach weiteren WM-Teilnahmen in den Jahren 2019, 2021 und 2022 wiederholte der Stürmer den Erfolg von 2018 bei der Weltmeisterschaft 2024.

## Erfolge und Auszeichnungen
| - 2009 Schweizer U20-Juniorenmeister mit dem SC Bern - 2010 Schweizer Meister mit dem SC Bern - 2013 Schweizer Meister mit dem SC Bern - 2015 Schweizer Cupsieger mit dem SC Bern - 2016 Schweizer Meister mit dem SC Bern | - 2017 Schweizer Meister mit dem SC Bern - 2019 Topscorer des Schweizer Cups - 2019 Schweizer Meister mit dem SC Bern - 2019 NL Most Popular Player - 2021 Schweizer Cupsieger mit dem SC Bern |

### International
- 2018 Silbermedaille bei der Weltmeisterschaft
- 2024 Silbermedaille bei der Weltmeisterschaft

## Karrierestatistik
Stand: Ende der Saison 2024/25

### International
Vertrat die Schweiz bei:
| - U18-Junioren-Weltmeisterschaft 2009 - U20-Junioren-Weltmeisterschaft 2010 - U20-Junioren-Weltmeisterschaft 2011 - Olympischen Winterspielen 2018 - Weltmeisterschaft 2018 | - Weltmeisterschaft 2019 - Weltmeisterschaft 2021 - Weltmeisterschaft 2022 - Weltmeisterschaft 2024 |

(Legende zur Spielerstatistik: Sp oder GP = absolvierte Spiele; T oder G = erzielte Tore; V oder A = erzielte Assists; Pkt oder Pts = erzielte Scorerpunkte; SM oder PIM = erhaltene Strafminuten; +/− = Plus/Minus-Bilanz; PP = erzielte Überzahltore; SH = erzielte Unterzahltore; GW = erzielte Siegtore; 1 Play-downs/Relegation; Kursiv: Statistik nicht vollständig)